# 马基永
马基永（法語：Marquion，法語發音：[maʁkjɔ̃]）是法国上法蘭西大區加来海峡省的一个市镇，属于阿拉斯区。

## 地理
马基永（50°12'39"N, 3°5'9"E）面积8.22 平方千米，位于法国上法蘭西大區加来海峡省，该省份为法国北部沿海省份，西北濒北海，南至索姆省，东临北部省。
与马基永接壤的市镇（或旧市镇、城区）包括：索希科希、艾讷库尔、巴拉勒、布尔隆、桑莱马基永、索希莱斯特雷。

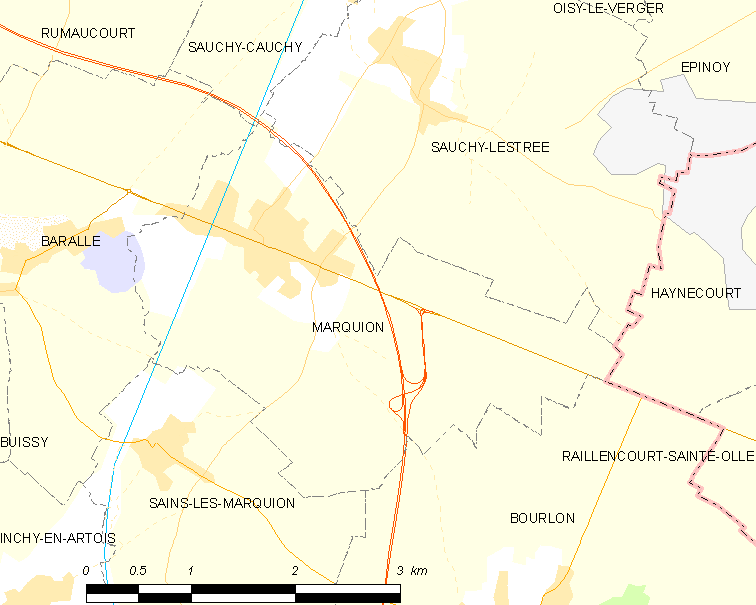
马基永的OSM定位图

马基永的时区为UTC+01:00、UTC+02:00（夏令时）。

## 行政
马基永的邮政编码为62860，INSEE市镇编码为62559。

## 政治
马基永所属的省级选区为巴波姆县。

## 人口

1962-2008年间马基永人口变化图示

马基永于2022年1月1日时的人口数量为1016人。